# Байсалимово
Байсалимово — упразднённая деревня в Зианчуринском районе в составе Республики Башкортостан Российской Федерации. Входила на год упразднения в состав Глинского сельсовета.
Жили башкиры (1920).

## География
Располагалась в 40 км к юго-востоку от райцентра и в 60 км к северо-востоку от ж.-д. ст. Саракташ (Оренбургская область).

## Топоним
Известна также как Луконькина, Байсалямово.

## История
Постановлением Всероссийского ЦИК «Об изменениях в административно-территориальном делении Башкирской АССР» от 20 февраля 1932 года «селения Глинка, Каргала и Байсалямово, Бердяшского сельсовета, Зилаирского района» переданы «в состав Умитбаевского сельсовета, Зианчуринского района».
Существовала до 1940-50‑х гг.

## Население
В 1900 в 24 дворах проживало 125 человек, в 1920 в 24 дворах — 129 жителей, в 1939 году — 63.

## Инфраструктура
Личное подсобное хозяйство. В 1925 году учтено 12 домохозяйств.
Основа экономики — сельское хозяйство. В 1900 году отмечена мельница.